# Cladodeptus epelus
Cladodeptus epelus är en mångfotingart som först beskrevs av Chamberlin 1941.  Cladodeptus epelus ingår i släktet Cladodeptus och familjen Spirostreptidae. Inga underarter finns listade i Catalogue of Life.